# Liste des conseillers régionaux de l'Aveyron
Cet article reprend la liste des conseillers régionaux de l'Aveyron élus lors des différentes mandature de la région Midi-Pyrénées, puis de la région Occitanie.

## 2004-2010
|  |     | Personnalités    |
|  | --- | ---------------- |
|  | FN  | Christel Bouchet |
|  | PS  | Régis Cailhol    |
|  | UDF | Gilbert Cayron   |
|  | PS  | Alain Fauconnier |
|  | PRG | Andréa Goumont   |
|  | UMP | Alain Marc       |
|  | PS  | Marie-Lou Marcel |
|  | PCF | Martine Perez    |
|  | UMP | Danielle Puech   |
|  | PS  | Guilhem Serieys  |

## 2010-2015
|  |     | Personnalités                 |
|  | --- | ----------------------------- |
|  | PS  | Régis Cailhol                 |
|  | PRG | Andréa Goumont                |
|  | UMP | Jean-Claude Luche             |
|  | PS  | Marie-Lou Marcel              |
|  | NC  | Anne-Sophie Monestier-Charrié |
|  | PS  | Pierre Pantanella             |
|  | UMP | Serge Roques                  |
|  | PS  | Christian Teyssèdre           |
|  | EÉ  | Marie-Françoise Vabre         |

## 2015-2021
|  |     | Personnalités                 |
|  | --- | ----------------------------- |
|  | PS  | Stéphane Berard               |
|  | PS  | Monique Bultel-Hermant        |
|  | PS  | Emmanuelle Gazel              |
|  | UDI | Anne-Sophie Monestier-Charrié |
|  | PRG | Jean-Sébastien Orcibal        |
|  | FN  | Jean-Guillaume Remise         |
|  | LR  | Christophe Saint-Pierre       |
|  | PG  | Guilhem Serieys               |